# AG Binger Nebenbahnen
Die AG Binger Nebenbahnen wurde am 9. August 1904 von Kreis und Stadt Bingen, der Gemeinde Büdesheim sowie zwei Wiesbadener Bankhäusern gegründet. Sie wollte die rheinhessische Stadt Bingen und einige Nachbarorte mittels einer normalspurigen elektrischen Bahn erschließen. Vorgesehen waren zwei Linien, einmal von Bingen Bahnhof nach Büdesheim, und Bingen Trajekt nach Bingerbrück Bahnhof. Die Konzession als elektrische Kleinbahn erteilte das Großherzogtum Hessen für 50 Jahre ab dem 14. Januar 1905. Für die Linie nach Bingerbrück war auch eine preußische Konzession notwendig, da 420 Meter dieser Linie (von der Staatsgrenze in der Mitte der Nahe bis zum Bingerbrücker Bahnhofsvorplatz) in Preußen lag. Dieses Teilstück wurde als Straßenbahn konzessioniert.

## Streckennetz
Die erste Strecke begann am Staatsbahnhof Bingen (heute Bingen Stadt) und führte ab 25. Februar 1906 über den Fruchtmarkt durch die Schmittstraße und die Gaustraße, dann am rechten Naheufer aufwärts nach Süden in die Gemeinde Büdesheim, wo auch der Betriebshof lag. Die Fortsetzung nach Bingen-Dietersheim wurde am 2. November 1907 eröffnet, so dass die Strecke nun 4,9 Kilometer lang war. Der Güterverkehr wurde am 1. Mai 1906 aufgenommen, der die Innenstadt mit ihren engen Straßen auf einer 1,3 Kilometer langen Parallelstrecke umging, die vom Fruchtmarkt durch die Gerbhausstraße und den Nahekai bis zur Drususbrücke am Fluss entlangführte.
Eine weitere Strecke von 725 Meter Länge, die die Haltestelle Trajekt in Bingen mit dem auf dem linken Naheufer in Preußen liegenden Bahnhof Bingerbrück (heute Bingen Hauptbahnhof) verbinden sollte, zweigte seit dem 20. November 1906 am Fruchtmarkt ab. Sie fuhr unmittelbar parallel zur Staatsbahn. Mit ihrer Inbetriebnahme stellte die Staatsbahn den Trajektverkehr (Fähre) zwischen Bingerbrück und Rüdesheim ein. Die Straßenbahn beförderte Staatsbahnreisende kostenlos zum Binger Trajektanleger. Dafür zahlte sie der AG jährlich eine Entschädigung von 10.000 RM. Als dieser Betrag durch die Inflation nach dem Ersten Weltkrieg entwertet wurde, weigerte sich die Reichsbahn, die Zahlung zu erhöhen. Daraufhin wurde die Linie im Juni 1922 stillgelegt. Nachdem ein Versuch zur Wiederinbetriebnahme Anfang 1926 gescheitert war, wurde die Konzession für den preußischen Teil entzogen. Danach wurden die Gleise zurückgebaut.
An Fahrzeugen waren zwischen 1906 und 1955 zwei elektrische Lokomotiven, acht elektrische Triebwagen, drei Beiwagen, zwei aus Triebwagen umgebaute Beiwagen und zwei Sommerbeiwagen nebst zwei Güterwagen vorhanden. Die Betriebslänge betrug 5,6 Kilometer, die Gesamtgleislänge 7,7 Kilometer. Mit der Stilllegung der Strecke nach Bingerbrück reduzierten sich diese Zahlen um 725 Meter.

## Betrieb
Mit der Konzessionierung der Verlängerung von Büdesheim nach Dietersheim wurde für das Gesamtnetz ab dem 1. April 1907 eine 50-jährige Konzession erteilt. Nach Ablauf von 2/3 dieser Konzessionszeit ging zum 1. April 1940 vereinbarungsgemäß die Bahn in das Eigentum der Stadt Bingen über. Im folgenden Jahr erlosch die Aktiengesellschaft.
Zum 1. Januar 1955 waren bei dem als »Stadtwerke Bingen/Rh. – Binger Nebenbahn« bezeichneten Eigenbetrieb der Stadt 5 Triebwagen und 4 Beiwagen bei 6,3 km Streckenlänge und 5,0 km Linienlänge vorhanden. Die Stadt führte den Personenverkehr noch bis zum 22. Oktober 1955 weiter und ersetzte ihn dann durch eine städtische Omnibuslinie. Der Güterverkehr wurde am 31. März 1957 mit Ablauf der Konzession eingestellt.
Vom 21. Juli 1925 bis zum 31. Juli 1925 und nochmals vom 1. August 1930 bis zum 31. August 1936 betrieb die AG Binger Nebenbahnen eine Omnibuslinie von Bingen nach Ober-Hilbersheim.